# Maria Montessori
Maria Montessori (født 31. august 1870 i Chiaravalle, Marche, død 6. maj 1952 i Noordwijk, Zuid-Holland) var en italiensk læge, pædagog, samfundsdebattør og forfatter. Specielt hendes pædagogiske ideer og arbejdet med psykisk udviklingshæmmede børn har efterfølgende spredt sig har fået stor betydning for udviklingen af moderne vestlige børnehaver. I flere lande findes specielle Montessoribørnehaver, samt specialuddannelser af Montessoripædagoger.

## Biografi
Maria Montessori blev født i den italienske by Chiaravalle i Ancona-provinsen, hvor hun ikke ønskede at indordne sig under den traditionelle kvinderolle og heller ikke ønskede at følge sine forældres opfordringer om at uddanne sig som lærer. I stedet lykkedes det hende i 1896, som den første italienske kvinde, at gennemføre en uddannelse som læge, efter at hun kun var blev optaget på studiet ved en fejltagelse, da det var forbeholdt mandlige studerende, men ved indskrivningen på Roms Universitet var hendes navn fejlagtigt blevet tolket som drengenavnet Mario.

## Leder af skole for psykisk udviklingshæmmede børn
Fra 1899-1901 var Maria Montessori leder af en italiensk skole for åndsvage børn, som vi i dag kalder for mentalt handicappede børn.
Maria Montessoris efterfølgende arbejde blandt psykisk udviklingshæmmede børn gav hende en erkendelse af, at deres situation og muligheder kunne forbedres mærkbart gennem et mere hensigtsmæssigt og pædagogisk tilrettelagt uddannelsesforløb, der kunne styrke børnenes intellektuelle færdigheder gennem aktiv medinddragelse af børnene selv. Hendes succes med arbejdet med de psykisk udviklingshæmmede børn var så mærkbar, at mange kunne overføres til et normalt skoleforløb, hvilket førte til at Montessori derefter begyndte at interessere sig for undervisningsformerne i den normale skole. Her konstaterede hun, at børnenes aktiviteter generelt var yderst begrænsede, og at den eneste person, der var aktiv, var den som underviste. Denne konstatering førte til overvejelse af muligheder for at overføre den succesrige pædagogik, anvendt på de psykisk udviklingshæmmede børn til klasser og grupper af normaltbegavede børn.

## Pædagogikken
Hele Montessoris tilgang til opdragelse og undervisning var altovervejende naturvidenskabeligt funderet, og baseret på en opfattelse af at børns sanser og intellekt kunne styrkes ved at tilgodese og styrke børnenes egen virksomhed og selvstændighed. Denne opfattelse udgjorde en fundamental nyfortolkning af den daværende traditionelle opfattelse af at leg og fantasi skulle være det fundamentale pædagogiske udgangspunkt for arbejdet med mindre børn.
Maria Montessori var af den opfattelse, at børn ikke havde behov for fri leg og at børnenes leg var et udtryk for, at de manglede intellektuelle udfordringer. Hun mente at fantasi og historiefortællinger først skulle introduceres når børnene var så gamle, at de kunne skelne mellem fantasi og virkelighed. Maria Montessori udviklede forskellige selvkorrigerende og instruerende redskaber til optræning, som skulle forbedre børnenes sans for former og aktivitet. Sansninger skal holdes op på aktiviteter og handlinger for at det giver mening for barnet. Materialerne var fremstillet på en sådan måde at de kun havde en korrekt funktion, som børnene selv kunne mestre uden voksen hjælp.

## Citater
- ”Vi må hjælpe barnet til handle selv, at tænke selv, og ville selv.” Med dette mener Montessori, at børnene skal vælge frit mellem materialerne. Montessori mente at de intuitivt ville vælge det der passede til deres udviklingstrin. Hun holdt strengt fast ved, at materialerne skulle anvendes som de var ment – ikke til fri udfoldelse.
- ”Hænderne er hjernens vigtigste instrument for at kommunikere og udtrykke sig.” Fysisk udfoldelse til eksempelvis læring er vigtigt for den pædagogiske tilgang til et barn op igennem hele livet. Det er vigtigt man motivere barnet gennem leg, spil og fysiske udfordringer som eksempelvis klodsmodellen med ti huller i forskellige størrelser, og så er det opgaven at barnet lægger de rigtige kloder i den rigtige type og størrelse hul.
- ”Lær barnet at leve livet, men lev det ikke for det. ” Her mener Montessori, at det er vigtigt at det enkelte barn lever efter egen og ikke mindst individuel udfoldelse. Det er vigtigt med livslang læring, men samtidig at opretholde de pædagogiske faktorer som gør man at et barn udvikler sig.

## Centrale begreber

### Frihed
At være fri betyder ikke, at barnet kunne gøre hvad som helst, men at det skal frigøres fra det, der står i vejen for en normal udvikling.(Det er frihed inden for faste rammer.) Hun mente samtidig, at det var vigtigt at underviseren observerede barnet i det eget miljø, for at udvikle en viden og bevidsthed, i hvad barnet gerne ville og derved få bedre indblik i, hvad barnet gerne vil lære. Derved havde pædagogen mulighed for, at arbejde med barnet på det niveau de vat nået til i deres udvikling. Således mente hun, at man skulle skabe en naturlig nysgerrighed, ved at indrette undervisningslokalerne omkring børnene. Hun tilpassede møbler og diverse materialer for, at stimulere børnene og styrke deres intelligens og koncentration. Samtidig udviklede hun forskellige arbejdsredskaber, for at stimulere alle børnenes sanser. Heriblandt indretning, sprogstimulering ved hjælp af sandpapirsbogstaver, geografiske puslespil og dåser med forskellige ting i, så det gav forskellige lyde. Hun lagde stor vægt på, at hver ting havde ét bestemt mål. 

### Disciplin
Disciplin og frihed har en tæt sammenhæng i Maria Montesssoris pædagogik, idet hun mente, at børnene ville opleve frihed ved at arbejde med noget de fandt interessant, og derved opleve disciplin helt naturligt.

### Menneskesyn
Maria Montessori så barnet som et selvstændigt individ med egne tanker og kompetencer. Hun var af den holdning, at forhindre barnet i at prøve, at mestre verden på egen hånd og at forhindre dets initiativer var at forhindre dets udvikling. Hun mente også, at barnet selv ville være i stand til, at finde udfordringer der passede til dets niveau og at intelligens, motorik og sanserne hang sammen. Hun syntes ikke, at børn skulle lege frit, men at de skulle lave fornuftige aktiviteter der udviklede dem. Samtidig var hun i mod fysisk afstraffelse af børn og mente, at det var forkert for voksne, at se det som deres ret til at kontrollere børn. Altså skulle man have respekt for barnet og se det som ligeværdigt, men aldrig glemme sin pligt som var at opdrage og vejlede barnet.

## Aktualitet
Aktualiteten af de pædagogiske procedurer og måder at indlære på er meget aktuelt også i dag i den pædagogiske praksis. Fordi også i dag bruger vi den frie håndtering af den pædagogiske praksis. Et eksempel på det er den frie leg i børnehaverne, men også den læring der er i både børnehave, og de små klasser i skolen. Der vil der være leg og aktiviteter hvor læring indgår som et vigtigt grundelement når man taler om pædagogik i dag. Mange af de begreber, især det frie begreb er noget man i dag gør meget ud af stadig at bruge i praksis.Vi oplever også den læringsmodel hun opfandt med brikkerne der skal i de rigtige størrelse er stadig noget vi ser i dag, i de små klasser og babyer har dem i mange farver og udformninger, der er også prik diagrammer som børnene kan forme efter farver og meget mere, dette skal gøre at børns kombinationsevne blev radikalt forbedret og stadig gør det i dag , så i høj grad er pædagogikken og læringen stadig aktuel som Maria Montessori har indført.

## Maria Montessori åbner egen skole i Rom
Montessori, ønskede at afprøve sine egne idéer. Og procedurer. Derfor åbnede hun sin egen skole den 6. januar 1906. Skolen lå  i et arbejderkvarter i Rom og fik navnet Casa dei Bambini som betyder ’Børnenes hus’. Hun mente at den eneste måde et barn kunne lære på er hvis omgivelserne var forberedt til det. Det vil sige, at skolen var klar, dem som skulle føre praksis i læring og pædagogikken skulle være klar. Men også at alting har sin plads. Hendes måde at undervise på var naturvidenskabeligt funderet. Hun fremhævede børns selvstændighed, og ikke mindst fremgang i de intellektuelle evner. Senere tog hun imod lærerstuderende fordi hun blev verdensberømt med sin læring, og dermed startede hun og videreførte sin læring, også som man typisk vil møde den steder i dag inden før læring og det pædagogiske felt.

## International opmærksomhed
Montessoris arbejde gav hende international opmærksomhed og anerkendelse. Fra etableringen af den første kombinerede skole og børnehave baseret på hendes pædagogiske ideer i et fattigt arbejderkvarter i Rom i 1907 spredtes hendes metoder gradvist, først i Italien og senere internationalt. Under sine omfattende rejser bidrog Montessori til oprettelse af Montessori-skoler i talrige lande, ikke blot i Europa, men også i bl.a. USA, Sydafrika, Indien, Kina, Korea, Japan og Australien.
I forbindelse med den politiske facismebevægelses fremkomst i Italien fra 1922 med Benito Mussolini som den altdominerende leder, kom også de succesrige Montessoriskoler i fokus, indtil en senere ideologisk konflikt mellem Montessori og Mussolini fra omkring 1932 resulterede i politisk overvågning af Montessori. Sammen med sin familie forlod hun Italien i 1934, hvorefter den italienske regering to år senere lukkede alle landets Montessoriskoler og dertil relaterede aktiviteter.

## Skoler i mange lande
Montessoris flygtede i 1934 i første omgang fra Italien til Spanien, og derfra videre til Holland, hvor hun arbejdede gennem en årrække. I forbindelse med besættelsen af Holland rejste hun til England og derfra til Indien. Overalt, hvor hun befandt sig, oprettede hun skoler og institutioner for børn. Specielt i Holland fik hun stor indflydelse, og efter afslutningen af 2. verdenskrig vendte hun ofte tilbage hertil under sine meget omfattende rejseaktiviteter.
Maria Montessori udgav en lang række bøger om specielt opdragelse, uddannelse og børnepædagogik, og hun blev tre gange indstillet til Nobels fredspris.

## I Danmark
Også i Danmark har Montessoris arbejde inspireret den faglige og pædagogiske udvikling, og på Montessoricentret på Københavns Pædagogseminarium findes en omfattende samling af Montessorimaterialer.

## Sønnen Mario
I 1898 fødte hun sønnen Mario Montessori (31. marts 1898-10. februar 1982) uden for ægteskab. Han var i en periode placeret hos en italiensk landsbyfamilie, men fulgte senere sin mor på en stor del af hendes mange rejser, hvor han var hende en stor faglig og personlig støtte. Han fortsatte lærergerningen efter de samme pædagogiske principper efter sin mors død, og han var indtil sin egen død i 1982 formand for organisationen Association Montessori Internationale.